# Jaime de Mora y Aragón

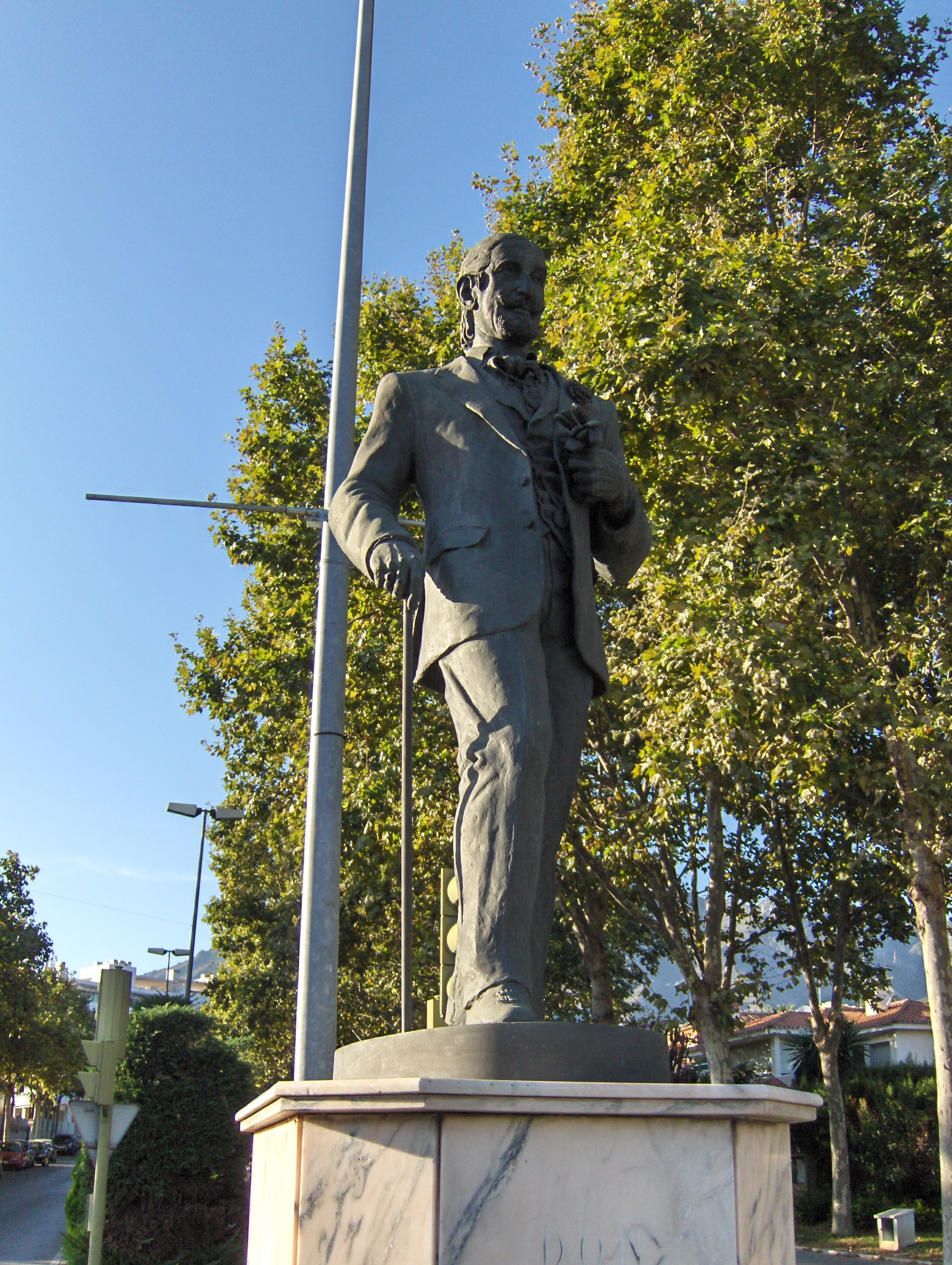
Statue von Don Jaime Mora y Aragón in seiner Wahlheimat Marbella

Jaime de Mora y Aragón Carrillo de Albornoz Fernández del Olmo y Casa Riera y Barrueta de Aldemar (* 18. Juli 1925 in Madrid; † 26. Juli 1995 in Marbella, Spanien) war ein spanischer Schauspieler, Show-Präsentator, Geschäfts- und Lebemann; zugleich eine bekannte Persönlichkeit des europäischen Hochadels und der Glamoursociety.

## Leben
Der Bruder der belgischen Königin Fabiola, ein „Gelegenheitsschauspieler mit dem Charme eines noblen Bohemiens von Welt“, entstammte altem spanischen Adel und war eine der schillerndsten Persönlichkeiten des internationalen Jet Sets. Don Jaime, wie er in Upperclass-Kreisen kurz genannt wurde, hatte sich in den unterschiedlichsten Jobs versucht: er arbeitete unter anderem als Taxifahrer, Barpianist, Stierkämpfer, Show-Conferencier und Handelsvertreter für pharmazeutische Produkte.
Mit Beginn der 1960er Jahre erhielt Don Jaime – seine Markenzeichen: tadellose, aristokratische Erscheinung, ein extravaganter Bartschmuck und ein Monokel vor dem rechten Auge – aus Deutschland und Italien erstmals Filmangebote. Anschließend trat er überwiegend in seinem Heimatland Spanien vor die Kamera. Stets ein wenig geckenhaft wirkend, musste er sich meist mit Kurzauftritten begnügen. Einzig in der Komödie ¡¡Arriba las mujeres!! erhielt Don Jaime die Hauptrolle.
Anfang der 1970er Jahre wurde de Mora y Aragón auch in Deutschland zum Begriff, nachdem er amüsante Auftritte in der ZDF-Spielshow Wünsch Dir was (1972), der Rudi Carrell Show (1973) und in Rudi Carrells Am laufenden Band (1974) absolviert hatte. Daraufhin ließ sich Don Jaime zu einer Rolle in der Carrell-Filmkomödie Crazy – total verrückt überreden, in der er Carrells brasilianischen Onkel verkörperte. Anfang April 1974 strahlte das ZDF mit Cocktail Don Jaime seine eigene Personality-Show aus.
Den Großteil eines jeden Jahres verbrachte Don Jaime de Mora y Aragón, „bespöttelt als omnipräsenter Hans Dampf in allen Gassen, gefürchtet als globetrottender Zechpreller und ewiger Pleitier, geschätzt als skurriler Entertainer von unbestreitbarem Talent in Sachen Selbstdarstellung“, in Marbella, wo er die In-Disco Kiss führte und seinen Ruf als Partykönig festigte.
Eine Woche nach seinem 70. Geburtstag brach Don Jaime in Cannes auf einer Party eines Freundes, des Waffenhändlers Adnan Kashoggi, infolge eines Herzinfarkts zusammen und wurde nach Marbella verbracht, wo er im dortigen Krankenhaus verstarb.

## Filmografie (Auswahl)
- 1961: Adieu, Lebewohl, Goodbye
- 1961: Das Jüngste Gericht findet nicht statt (Il giudizio universale)
- 1963: Las cuatro noches de la luna llena (Kurzfilm)
- 1964: ¡¡Arriba las mujeres!!
- 1967: Mi secretaria está loca, loca, loca
- 1968: ¡Agáchate, qué disparan!
- 1968: Carola de día, Carola de noche
- 1969: El abogado, el alcalde y el notario
- 1969: Un adulterio decente
- 1970: Hay que educar a papá
- 1971: Nikolaus und Alexandra (Nicholas and Alexandra)
- 1971: Tanz des Satans (Las amantes del diablo)
- 1971: Die dummen Streiche der Reichen (La folie des grandeurs)
- 1972: Liebe und Schmerz und das ganze verdammte Zeug (Love and Pain and the Whole Damn Thing)
- 1972: Die tollen Charlots – Ferien wie noch nie (Les Charlots font l'Espagne)
- 1973: Crazy – total verrückt
- 1974: Matrimonio al desnudo
- 1974: Sex o no sex
- 1975: Strip-tease a la inglesa
- 1978: Pepito Piscina
- 1992: De tú a tú (TV-Serie)
- 1994: Uno más en la familia (TV-Serie, Gastauftritt)